# 德中工程教育交流中心
德中工程交流中心（Deutsch-Chinesischer Austauschdienst für die Ingenieursausbildung e.V.）成立于2015年，其是由德国政府批准、在德国登记注册的非盈利组织。中心坐落于德国的政治与文化中心—首都柏林。
中心的目标是为德中双方的教育科研人员及院所提供一个平台，促进德中双方在工程教育领域的交流与合作，同时推广德国先进的工程教育理念。

### 注解
1. ↑  德中工程教育交流中心